# The Ownerz
The Ownerz är ett album av den amerikanska hiphop-gruppen Gang Starr och var den sista skivan med gruppen innan den splittrades. På skivan finns gästartister såsom M.O.P., Fat Joe, Snoop Dogg och Jadakiss. Skivan släpptes år 2003.

## Låtlista
1. "Intro (HQ, Goo, Panch)" - 0:47
2. "Put Up or Shut Up" - 3:16
3. "Werdz From the Ghetto Child" - 1:11
4. "Sabotage" - 2:25
5. "Rite Where U Stand" - 3:40
6. "Skills" - 3:21
7. "Deadly Habitz" - 4:16
8. "Nice Girl, Wrong Place" - 3:33
9. "Peace of Mine" - 3:03
10. "Who Got Gunz" - 3:37
11. "Capture (Militia, Part 3)" - 3:23
12. "PLAYTAWIN" - 3:12
13. "Riot Akt" - 4:04
14. "(Hiney)" - 1:33
15. "Same Team, No Games" - 3:46
16. "In This Life..." - 3:07
17. "The Ownerz" - 2:59
18. "Zonin'" - 2:55
19. "Eulogy" - 2:55